# Rosaria Console
Pour les articles homonymes, voir Console.
Rosaria « Rosalba » Console (née le 17 décembre 1979 à Martina Franca) est une athlète italienne, spécialiste du marathon.

## Biographie
Finaliste lors des Championnats d'Europe d'athlétisme 2010, Rosalba Console fait partie de la sélection italienne pour les Jeux olympiques de Londres 2012. Elle a remporté deux médailles d'argent lors des Jeux méditerranéens de 2005 à Almería et de ceux de 2009 à Pescara.
Elle termine 16e lors des Jeux olympiques à Athènes.
Ses meilleurs temps sont :
- 3 000 m : 9 min 15 s 80 à Nembro (25 juillet 2000)
- 5 000 m : 15 min 49 s 50 (1er janvier 1999)
- 10 000 m : 32 min 47 s 70 à Oslo (4 juin 2011)
- semi-marathon : 1 h 09 min 34 s à Ostie (27 février 2005)
- 30 km : 1 h 43 min 42 s à Berlin (20 septembre 2009)
- marathon : 2 h 26 min 45 s à Berlin (20 septembre 2009)

## Palmarès
| Date | Compétition           | Lieu      | Résultat | Épreuve       | Temps           |
| ---- | --------------------- | --------- | -------- | ------------- | --------------- |
| 2009 | Jeux méditerranéens   | Pescara   | 2e       | semi-marathon | 1 h 12 min 34 s |
| 2010 | Championnats d'Europe | Barcelone | 7e       | marathon      | 2 h 35 min 53 s |